# Náměstí Svobody (Starý Bohumín)
Náměstí Svobody (nazývané také Starobohumínské náměstí) se nachází u hraničního přechodu Starý Bohumín, nedaleko řeky Odry ve Starém Bohumíně (části města Bohumín v okrese Karviná) v Moravskoslezském kraji.

## Historie
Náměstí vzniklo ve 13. století během německé kolonizace. Jádro Starého Bohumína tvořilo od 15. století přímo 57 velkoměšťanských domů na náměstí. Mezi současné významné domy na náměstí především patří stará radnice z roku 1900 (číslo popisné 43), měšťanský dům z let 1900 až 1901 (číslo popisné 45) a památkově chráněný Národní dům (hotel Pod Zeleným stromem) z roku 1905. V 1. polovině 19. století zde také stál zámek (šlechtické sídlo), který byl v roce 1886 přestavěn na administrativní budovu.
Dne 22. prosince 1902 vyjela z náměstí úzkorozchodná tramvaj do Bohumína po trati délky 3,8 km (Tramvajová doprava v Bohumíně). Tramvaj byla nejprve tažená koňmi, později parní lokomotivou a nakonec byla trať elektrifikovaná. Tramvajová trať byla zrušena 30. září 1973. Dnes jsou na náměstí symbolické žulové koleje, které kopírují tehdejší tramvajovou trať.

Na náměstí se nachází také kavárna, restaurace, hotel, obchody, malý park, památník obětem 1. a 2, světové války, socha sv. Jana Nepomuckého, lavičky, posedové plato s cyklostojany a informační tabule popisující historii místa a jeho okolí.

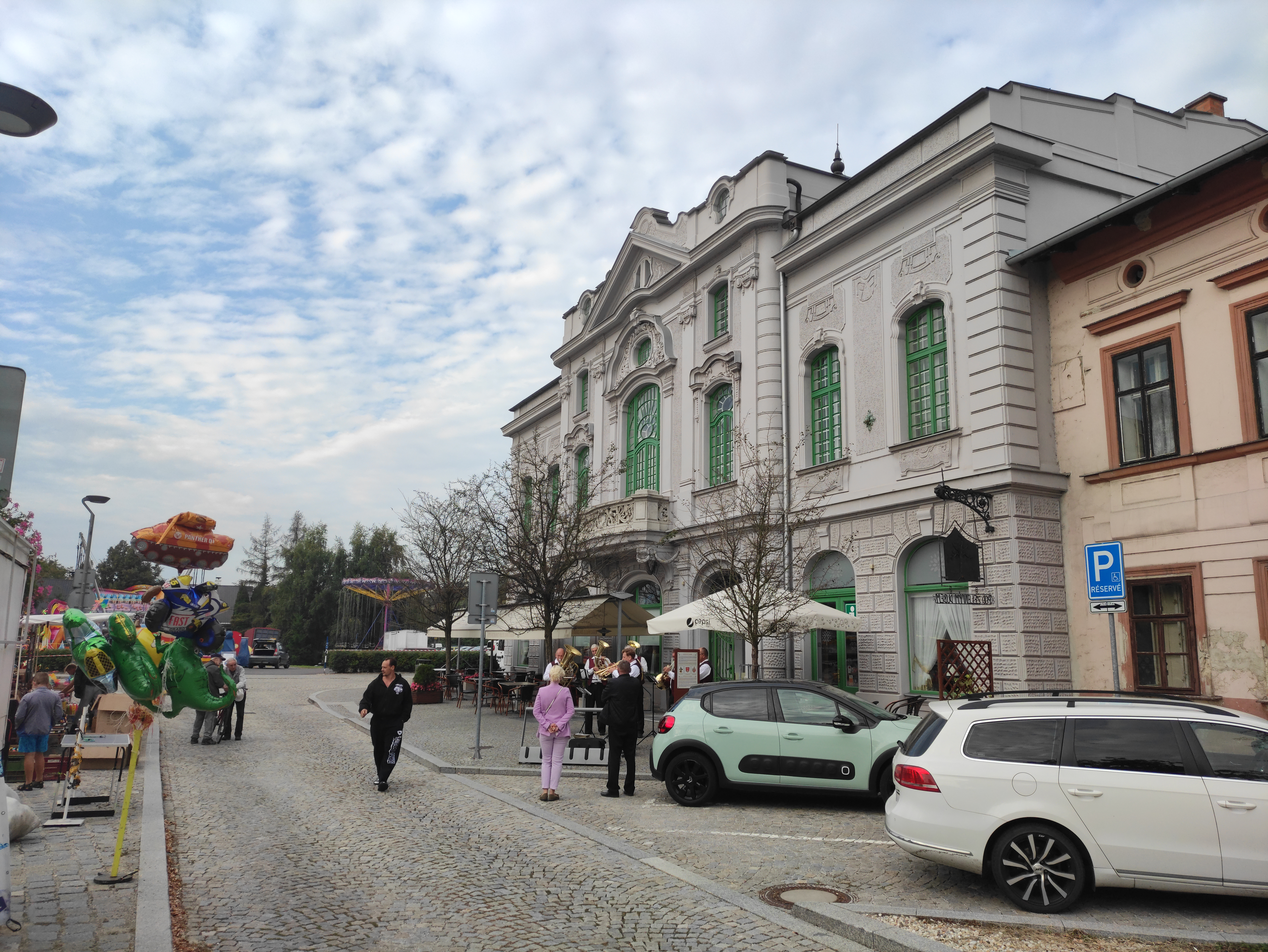
Národní dům na náměstí Svobody
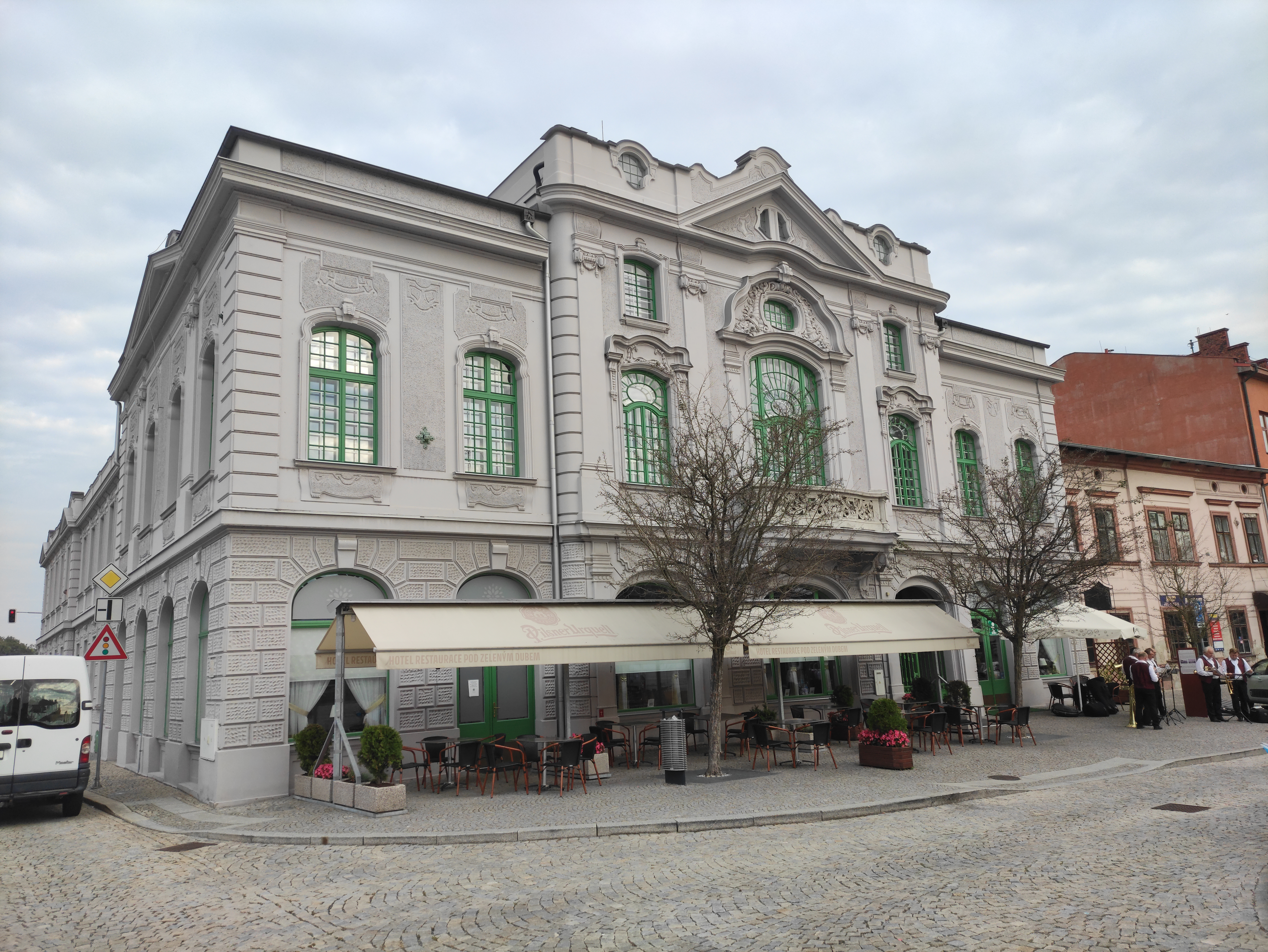
Národní dům na náměstí Svobody